# ميخائيل أ. ماك أوليف
ميخائيل أ. ماك أوليف (بالإنجليزية: Michael A. McAuliffe)‏ هو ضابط أمريكي، ولد في 1941 في آشلاند في الولايات المتحدة.